# Кербиков, Олег Васильевич
Оле́г Васи́льевич Ке́рбиков (3 [16] мая 1907 — 6 мая 1965) — советский психиатр, академик АМН СССР.

## Биография
Олег Васильевич Кербиков родился 3 (16) мая 1907 года в Москве на Татарской улице, где жили его родители. Отец, родом из крестьян небольшой деревни Сумы на берегу речушки Корожечма в Мышкинском уезде Ярославской губернии (ныне Угличском районе Ярославской области), работал в Москве приказчиком, мать — работницей в шляпной мастерской. Каждое лето Кербиковы отправлялись на родину, где у них был собственный хороший дом, в котором впоследствии размещалось правление местного колхоза. В 1914 году Олег поступил в гимназию.
После Октябрьской революции Кербиковы переселились в Сумы. Отец вскоре был назначен волостным комиссаром в ближайшее село Климатино, а позднее военным комиссаром в Мышкин, затем в Рыбинск, ещё позднее работал в губкоме в Ярославле. Олег учился в школе второй ступени в Угличе, жил у сестры отца, проживавшей на улице Пролетарской в доме № 34. Кербиков руководил школьным журналом «Факел», ещё школьником вступил в ряды РКСМ, являлся бойцом ЧОНа (частей особого назначения).
В 1923 году окончил школу и поступил в Ярославскую губернскую совпартшколу. В 1924 году направлен губкомом для продолжения образования в Московский государственный университет, где выбрал Медицинский факультет. В 1929 году получил диплом врача и по распределению направлен в психиатрическую больницу вблизи Рязани. В течение года работал ординатором в клинике крупнейшего психиатра П. Б. Ганушкина, затем на его кафедре аспирантом, затем ассистентом до 1938 года, причём последние два года являлся ещё учёным секретарем 1-го Московского мединститута. В 1937 году без защиты диссертации ему присуждена учёная степень кандидата наук.
Затем, до Великой Отечественной войны, преподавал в 4-м Московском медицинском институте и одновременно был главным городским психиатром и директором Московского центрального психоприёмника. Создал новое по профилю психиатрическое отделение при общей соматической больнице имени Боткина, развернул психиатрические колонии «Поливаново», «Светлый путь», «Кудиново». В самом начале войны эвакуирован в Казань, где работал старшим врачом городской психиатрической больницы, уже в 1942 году возвратился и возглавил 2-ю Московскую Загородную психиатрическую больницу.
В марте 1945 года избран заведующим кафедрой психиатрии Ярославского медицинского института, в мае защитил докторскую диссертацию по теме «Острые симптомы начальной шизофрении», через год стал заместителем директора института по научно-учебной работе, а в декабре 1949 года директором.
В 1952 году Кербиков избрался по конкурсу заведующим кафедрой психиатрии 2-го Московского медицинского института, с 1955 по 1958 год он возглавлял его. Также работал заместителем председателя Совета по координации научных исследований Министерства здравоохранения СССР, с 1962 года был действительным членом Академии медицинских наук СССР, со следующего года — её главным учёным секретарём. Был председателем редакционной группы в комиссии законодательных предположений Совета Союза и Совета национальностей Верховного Совета СССР по здравоохранению.
Кербиков подготовил 3 доктора и 20 кандидатов наук.
Умер 6 мая 1965 года, оставив после себя богатое творческое наследие — более 70 работ по психиатрии. Похоронен на Новодевичьем кладбище.

## Память
- Имя О. В. Кербикова носит Психиатрическая больница № 2 в Добрынихе Московской области.
- В его честь проводятся Кербиковские чтения.

## Клиническая типология психопатий Кербикова
Предложенная Кербиковым О. В. типология психопатий была одной из наиболее распространённых в советской психиатрии и включала следующие типы:
- Возбудимый тип.
- Неустойчивый тип.
- Астенический (тормозимый) тип.
- Психастенический тип.
- Шизоидный тип.
- Мозаичный (смешанный) тип.

Триада критериев психопатий Ганнушкина—Кербикова:
1. Выраженность патологических свойств личности до степени нарушения социальной адаптации.
2. Относительная стабильность психических черт характера, их малая обратимость.
3. Тотальность патологических черт личности, определяющих весь психический облик.

Кербиков О. В. отмечал, что определённый тип воспитания ведёт к формированию определённой психопатии. Так, при доминирующей гиперпротекции (воспитание ребёнка в «ежовых рукавицах») формируется астенический тип, а при потворствующей гиперпротекции (ребёнок является «кумиром семьи») формируется личность истерического типа и т. д.
Генетическая систематика психопатий Кербикова—Фелинской
Данная систематика разделяет психопатии по этиологическому признаку на следующие группы:
1. Ядерные (конституциональные, истинные).
2. Приобретённые, к которым относят следующие группы:
  1. Постпроцессуальные (обусловлены перенесённым психическим расстройством).
  2. Органические (связаны с церебрально-органической патологией. Например, характеропатический вариант психоорганического синдрома).
  3. Краевые (патохарактерологическое, постреактивное и постневротическое патологическое развитие личности).

В большинстве случаев этиология психопатии бывает смешанной.

### Основные труды
- Кербиков О. В.. Об участии травмы головы в генезе нетравматических психозов // «Памяти Петра Борисовича Ганнушкина» (Ред. А. О. Эдельштейн). — М.; Ленинград: Государственное издательство биологической и медицинской литературы, 1934. — с. 275—291.
- Кербиков О. В., Иолович И. С.. Проблемы организационной психиатрии. — М.: Наркомздрав СССР, 1944.
- Кербиков О. В.. Острая шизофрения. — М.: Медгиз, 1949.
- Кербиков О. В.. Лекции по психиатрии. — М.: Государственное издательство медицинской литературы, 1955.
- Кербиков О. В., Озерецкий Н. И., Попов Е. А., Снежневский А. В.. Учебник психиатрии. — М.: Медгиз, 1958.
- Кербиков О. В., Коркина М. В., Наджаров Р. А., Снежневский А. В.. Психиатрия. — М.: Медицина, 1968.
- Кербиков О. В.. Избранные труды. — М.: Медицина, 1971.